# Pays de la Lys Romane
 (juillet 2025).
Motif : Sans sources secondaires.
- Archive Wikiwix
- Bing
- Cairn
- DuckDuckGo
- E. Universalis
- Gallica
- Google
- G. Books
- G. News
- G. Scholar
- Persée
- Qwant
- (zh) Baidu
- (ru) Yandex
- (wd) trouver des œuvres sur Wikidata

| 1. | Préciser le motif de la pose du bandeau. | Précisez le motif de la pose du bandeau en utilisant la syntaxe suivante : {{admissibilité à vérifier\|date=juillet 2025\|motif=remplacez ce texte par le motif}}                          |
| 2. | Informer les utilisateurs concernés.     | Pensez à avertir le créateur de l'article, par exemple, en insérant le code ci-dessous sur sa page de discussion : {{subst:avertissement admissibilité à vérifier\|Pays de la Lys Romane}} |

Le Pays de la Lys Romane est une ancienne structure de regroupement de collectivités locales françaises, située dans la région du Nord-Pas-de-Calais.
Le Pays regroupe 35 communes de 2 intercommunalités :
- l'ancienne communauté de communes Artois-Lys, dont le siège est à Lillers (21 communes) et
- l'ancienne communauté de communes Artois-Flandres, dont le siège est à Isbergues (14 communes),

toutes ces communes étant dans le département du Pas-de-Calais
Le Pays de la Lys Romane est depuis mi-janvier 2007 un « territoire de projet », lequel s’est constitué au cours de l’année 2005 avec les Communautés de communes Artois-Lys et Artois-Flandres. 
Regroupant 35 communes pour 52.135 habitants, ce territoire couvre 236 km² (des collines de l’Artois à la plaine de la Lys).

## La charte de Pays
Elle a été validée par les communautés de communes Artois-Lys et Artois-Flandres en juin 2006 (après avis favorable du Conseil de développement).
Un diagnostic de territoire a permis de mobiliser et de faire participer les acteurs du bassin de vie du Pays (plus de 70 acteurs mobilisés) pour une co-construction de la charte. 

## Environnement
Ce pays dispose d'un schéma de trame verte et bleue (déclinaison locale de la Trame verte et bleue nationale, validé en 2009, qui est un cadre pour des opérations annuelles de restauration de corridors biologiques ou d'habitats naturels ou semi-naturels susceptibles de sauvegarder ou améliorer la biodiversité. Ces opérations sont principalement mises en œuvre par les intercommunalités et communes et parfois présentées par des panneaux d'information posés sur les sites aménagés. Cette trame écopaysagère est un projet qui s'articule avec le Plan Climat Territorial qui accompagnent respectivement le SRCE et le SRCAE issus des lois Grenelle.

## Pour approfondir